# الرابطة العربية للتسويق والمبيعات
الرابطة العربية للتسويق والمبيعات (AMSA)
الرابطة العربية للتسويق والمبيعات (AMSA) هي رابطة مهنية تأسست عام 1996 ومسجلة كعلامة تجارية في دولة الإمارات العربية المتحدة برقم تسجيل 194665. تهدف الرابطة إلى تطوير معايير التسويق والمبيعات في العالم العربي من خلال الفعاليات، الدورات التدريبية، والبرامج المتخصصة.
Arabian Marketing and Sales Association (AMSA)
Arabian Marketing and Sales Association (AMSA) is a professional organization founded in 1996 and registered as a trademark in the United Arab Emirates under registration number 194665. The association aims to advance marketing and sales standards in the Arab world through events, training programs, and specialized initiatives.

## الأهداف والأنشطة / Goals and Activities
- تعزيز مهارات التسويق والمبيعات لدى الأفراد والمؤسسات في العالم العربي.
- تنظيم مؤتمرات وورش عمل وندوات تعليمية لنقل أفضل الممارسات الحديثة في القطاع.
- تقديم جوائز تكريمية للتميز في التسويق والمبيعات على مستوى المنطقة.
- بناء شبكة من الخبراء والمهنيين ورواد الأعمال لتبادل المعرفة والخبرات.
- إدارة عدة قنوات رقمية على الإنترنت، أبرزها قناة "فعاليات عربية" على يوتيوب، بالإضافة إلى وجودها على تيك توك وإنستغرام بنفس الاسم.[2]

- Enhance marketing and sales skills for individuals and organizations across the Arab world.
- Organize conferences, workshops, and educational seminars to share best practices in the sector.
- Present awards recognizing excellence in marketing and sales across the region.
- Build a network of professionals, experts, and entrepreneurs for knowledge exchange.
- Operates multiple digital channels online, most notably the "Arabian Events" YouTube channel, and is also present on TikTok and Instagram under the same name.[3]

## العضوية والتأثير / Membership and Impact
تضم الرابطة أكثر من 2000 عضو من رواد الأعمال والخبراء والمهتمين في مجالات التسويق والمبيعات. وتعتبر منصة هامة للمهنيين لتبادل المعرفة وتطوير مهاراتهم، كما تسهم في نشر ثقافة التسويق الحديث في الدول العربية.
AMSA has over 2,000 members, including entrepreneurs, professionals, and marketing experts. It serves as a key platform for professional development and knowledge sharing, and contributes to spreading modern marketing practices in Arab countries.